# Theralizumab
Il theralizumab (noto anche come TGN1412, CD28-SuperMAB e TAB08) è un anticorpo monoclonale umanizzato. Originariamente destinato al trattamento della leucemia linfoblastica cronica a cellule B e dell'artrite reumatoide, il theralizumab non solo si lega, ma agisce anche da forte agonista per il recettore CD28 espresso sulle cellule T del sistema immunitario. È considerato un modulatore della risposta immunitaria adattativa.
Venne ritirato dal mercato nel 2006 poiché si ritenne avesse provocato effetti collaterali anche gravi, come insufficienza d'organo cronica e reazioni infiammatorie severe, in pazienti reclutati per uno studio clinico; quest'ultimo venne interrotto in fase I proprio a causa di queste reazioni avverse.